# Intensiteit (kleur)

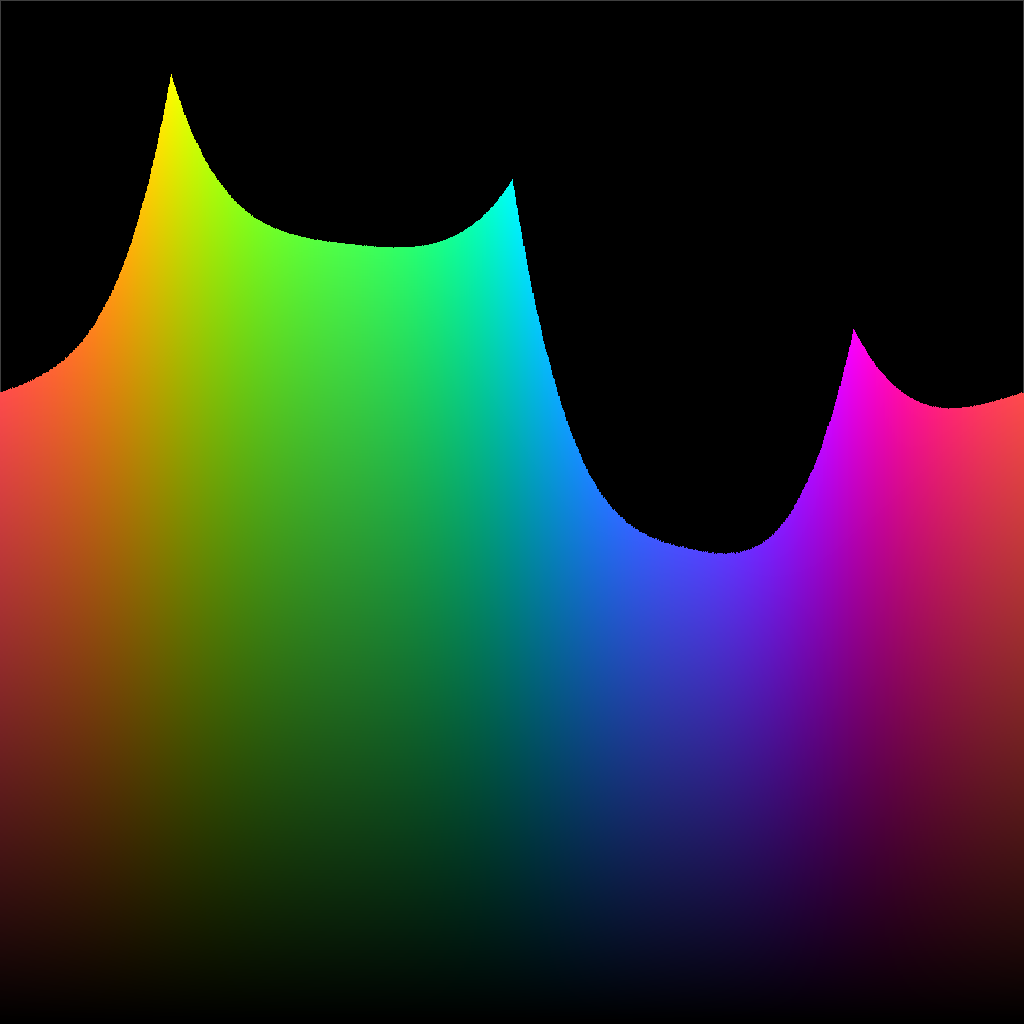
kleurenpalet met de subjectieve intensiteit uitgezet op de verticale as (bovengrens wordt bepaald door beperkingen van een RGB-monitor)

De intensiteit van (gekleurd) licht wordt uitgedrukt in de hoeveelheid energie per oppervlakte- en tijdseenheid.
De waarde van de intensiteit wordt over het algemeen uitgedrukt in watt per cm² of in lux.
Bij waarneming door het oog is de (subjectieve) intensiteit afhankelijk van de golflengte: bij hetzelfde vermogen geeft blauw licht een minder intense indruk dan groen licht.
De intensiteit van een (bij benadering) puntvormige lichtbron neemt af met het kwadraat van de afstand tot die lichtbron. Bij een lichtbundel, zoals uitgestraald door bijvoorbeeld een laser, neemt de intensiteit bij vergroting van de afstand alleen af door verstrooiing, diffractie en absorptie, dus ongeveer evenredig met de afstand.